# Ochthebius malaganus
Ochthebius malaganus är en skalbaggsart som beskrevs av Ienistea 1988. Ochthebius malaganus ingår i släktet Ochthebius och familjen vattenbrynsbaggar. Inga underarter finns listade i Catalogue of Life.